# 미녀와 도적
미녀와 도적은 한국에서 제작된 이강천 감독의 1964년 영화이다. 박노식 등이 주연으로 출연하였고 정병준 등이 제작에 참여하였다.

## 출연

### 주연
- 박노식
- 최지희
- 김희갑

## 제작진
- 미술: 임명선